# Liacarus acutidens
Liacarus acutidens är en kvalsterart som beskrevs av Aoki 1965. Liacarus acutidens ingår i släktet Liacarus och familjen Liacaridae. Inga underarter finns listade i Catalogue of Life.